# Niko Zchwedadse

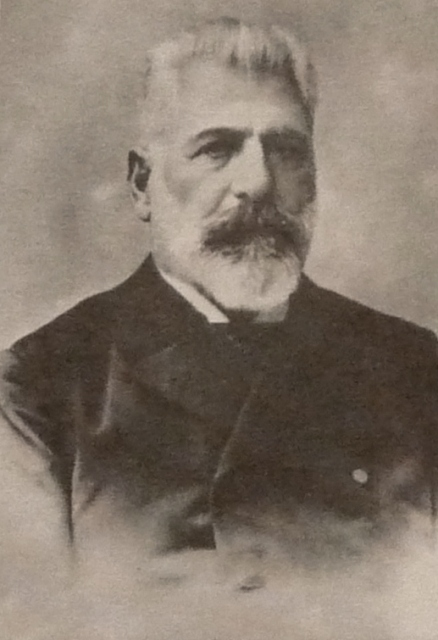
Niko Zchwedadse

Nikolos Zebedes dse Zchwedadse (georgisch: ნიკოლოზ ზებედეს ძე ცხვედაძე, 8. Januar 1845, Gouvernement Tiflis – 30. Oktober 1911) war ein georgischer Lehrer, Pädagoge, Schriftsteller und Publizist. Zchewadse zählte zu den Gründern und Mitgliedern der Gesellschaft zur Verbreitung der Alphabetisierung unter den Georgiern und spielte eine entscheidende Rolle bei der Gründung der Staatlichen Universität Tiflis.

## Leben
Niko Zchwedadse wurde 1845 im Dorf Sodschini im Bezirk Zchinwali geboren. Seine frühe Kindheit verbrachte er im Dorf Kawtischewi.

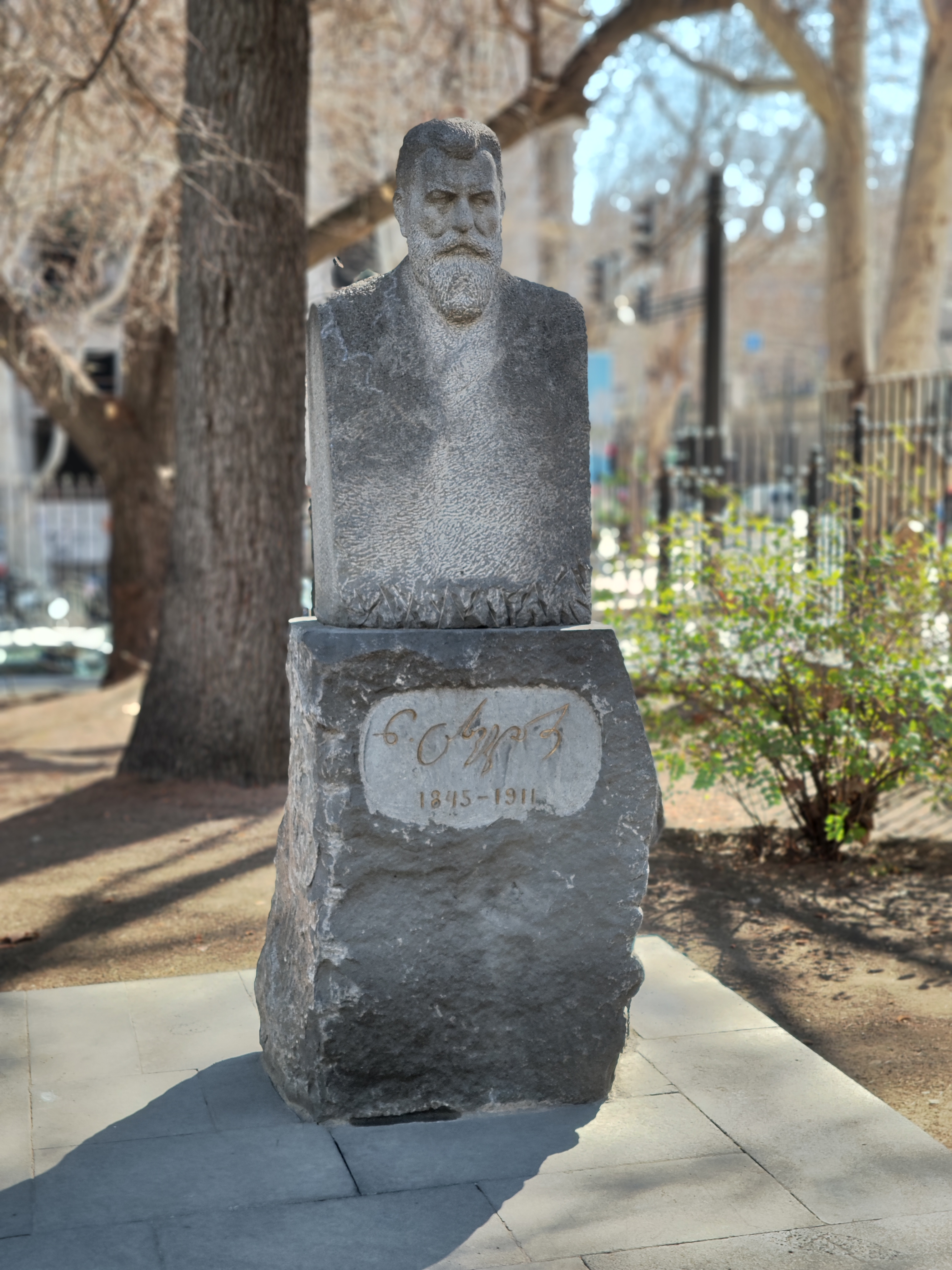
Das Denkmal von Niko Zchwedadse, Pantheon der Staatlichen Universität Tiflis, Tiflis

Er erhielt seine Grundschulausbildung an der Theologischen Schule in Tiflis und setzte später sein Studium am Theologischen Seminar in Tiflis fort. Von 1865 bis 1869 studierte er an der Moskauer Theologischen Akademie. Nach seinem Abschluss begann er seine Karriere als Lehrer an Schulen in Tiflis. Ab 1869 wurde er als Lehrer ans Theologische Seminar in Tiflis berufen, wo gleichzeitig auch Iakob Gogebaschwili lehrte. Nach einer Revision einige Jahre später wurden jedoch sowohl Niko Zchwedadseals auch Iakob Gogebaschwili aus dem Seminar entlassen, weil sie unter den Studenten patriotische Gefühle geschürt hatten.
Im Jahr 1874 begann er am Fraueninstitut in Tiflis Geschichte, Pädagogik und Geographie zu unterrichten. Gleichzeitig lehrte er an der St. Nino-Schule. In dieser Zeit knüpfte er enge Beziehungen zu Ilia Tschawtschawadse, Dimitri Qipiani und Iakob Gogebaschwili und widmete seinem Land 40 Jahre unermüdlichen Dienstes.
Zchwedadse spielte eine entscheidende Rolle bei der Gründung der Gesellschaft zur Verbreitung der Alphabetisierung unter den Georgiern. Er verfasste ihre Satzung, wirkte als Vorstandsmitglied mit und bekleidete von 1899 bis 1907 die Position des stellvertretenden Vorsitzenden. 1877 unternahm er eine Reise in westeuropäische Länder, um die Organisation und Methodik des öffentlichen Bildungswesens zu studieren. Anschließend veröffentlichte er einen Artikel mit dem Titel "Kurze Notizen aus dem Ausland" in der Zeitung Iweria. In den 1870er und 1880er Jahren beteiligte er sich aktiv an journalistischen Bestrebungen und verfasste zahlreiche Zeitungs- und Zeitschriftenartikel sowie Essays, darunter Werke wie "Pendeln zwischen Russland und Georgien in den Jahren 1492–1664" und "Die intellektuelle und wirtschaftliche Bewegung Westeuropas mit ihren Ursachen im 16. Jahrhundert" und "Bildung unseres Volkes, unseres Handwerks und unserer Landwirtschaft".
Auf seine Initiative und unter seiner direkten Leitung wurden Schulen in Baku, Wladikawkas und Batumi gegründet, um der lokalen Bevölkerung Unterricht in georgischer Sprache zu ermöglichen.
Zwischen 1889 und 1892 war Niko Zchwedadse Mitglied und Berater des Stadtrats von Tiflis. Er beteiligte sich aktiv an Schulkommissionen, die das von ihm vorbereitete Umstrukturierungsprojekt für die Schulen der Stadt Tiflis prüften und akzeptierten. Darüber hinaus hatte er Funktionen im Vorstandsausschuss des Georgischen Gymnasiums in Tiflis inne, wo er als stellvertretender Vorsitzender fungierte.
Im Jahr 1898 initiierte Niko Zchwedadse den Bau eines Grundschulgebäudes, das er später als künftigen Standort der Universität Tiflis vorschlug. Er leitete persönlich die Bemühungen, Gelder für den Bau zu sammeln. Obwohl er die Einweihung der Universität nicht mehr erlebte, war er fest davon überzeugt, dass das Gebäude eines Tages georgische Professoren und Studenten beherbergen würde. Der Bau der Universität wurde 1899 abgeschlossen.
Nach seinem Tod wurde er im Didube-Pantheon für Schriftsteller und Persönlichkeiten des öffentlichen Lebens beigesetzt. Am 26. November 2008 wurden seine sterblichen Überreste in das Pantheon der Staatlichen Iwane-Dschawachischwili-Universität Tiflis.